# Industriegebiet Radebeul
Das Industriegebiet Radebeul basierte auf dem Ortsstatut von 1872 der sächsischen Landgemeinde Radebeul, die elbabwärts der Residenzstadt Dresden lag. Es ließ die Ansiedlung von Industriebetrieben auf der Fläche östlich des 1860 eröffneten Radebeuler Bahnhofs bis hin zur Ortsgrenze zu Trachau und Kaditz innerhalb der parallel zur Bahnstrecke der Leipzig-Dresdner Eisenbahn-Compagnie verlaufenden Straßenzüge Meißner Straße im Nordosten sowie Gartenstraße im Südwesten zu. Ab 1873 wurde nach der Aufstellung eines Bebauungsplans aktiv um Ansiedlung geworben. (1903 wurden Trachau und Kaditz nach Dresden eingemeindet, womit die dortige Gemeindegrenze zur heute ältesten noch bestehenden Außengrenze Dresdens wurde.)

Chemische Fabrik von Heyden (1898); vorne links verläuft die Meißner Straße

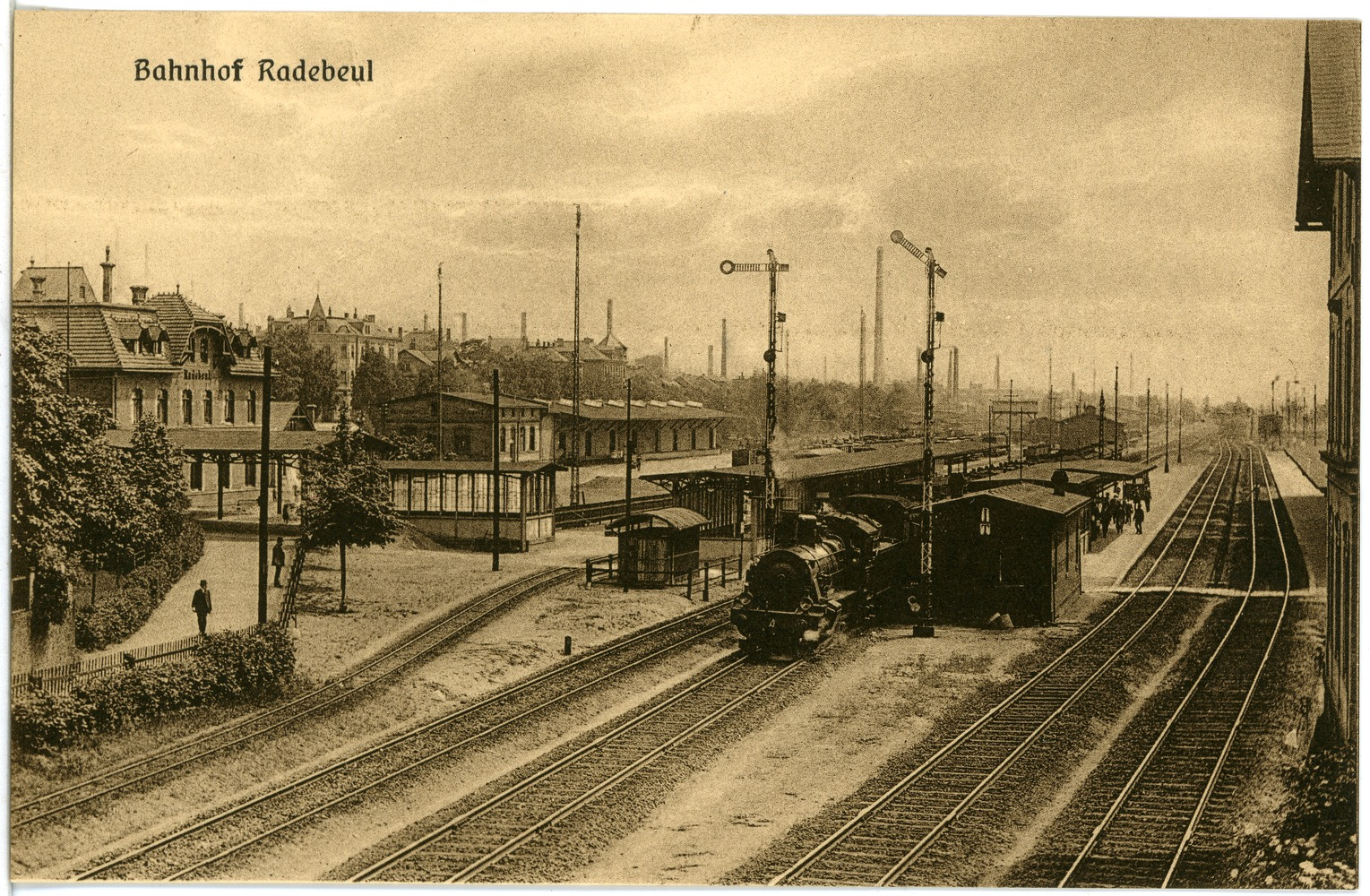
Radebeuler Bahnhof 1914, im Hintergrund die Schornsteine des Industriegebiets nördlich der Gleise

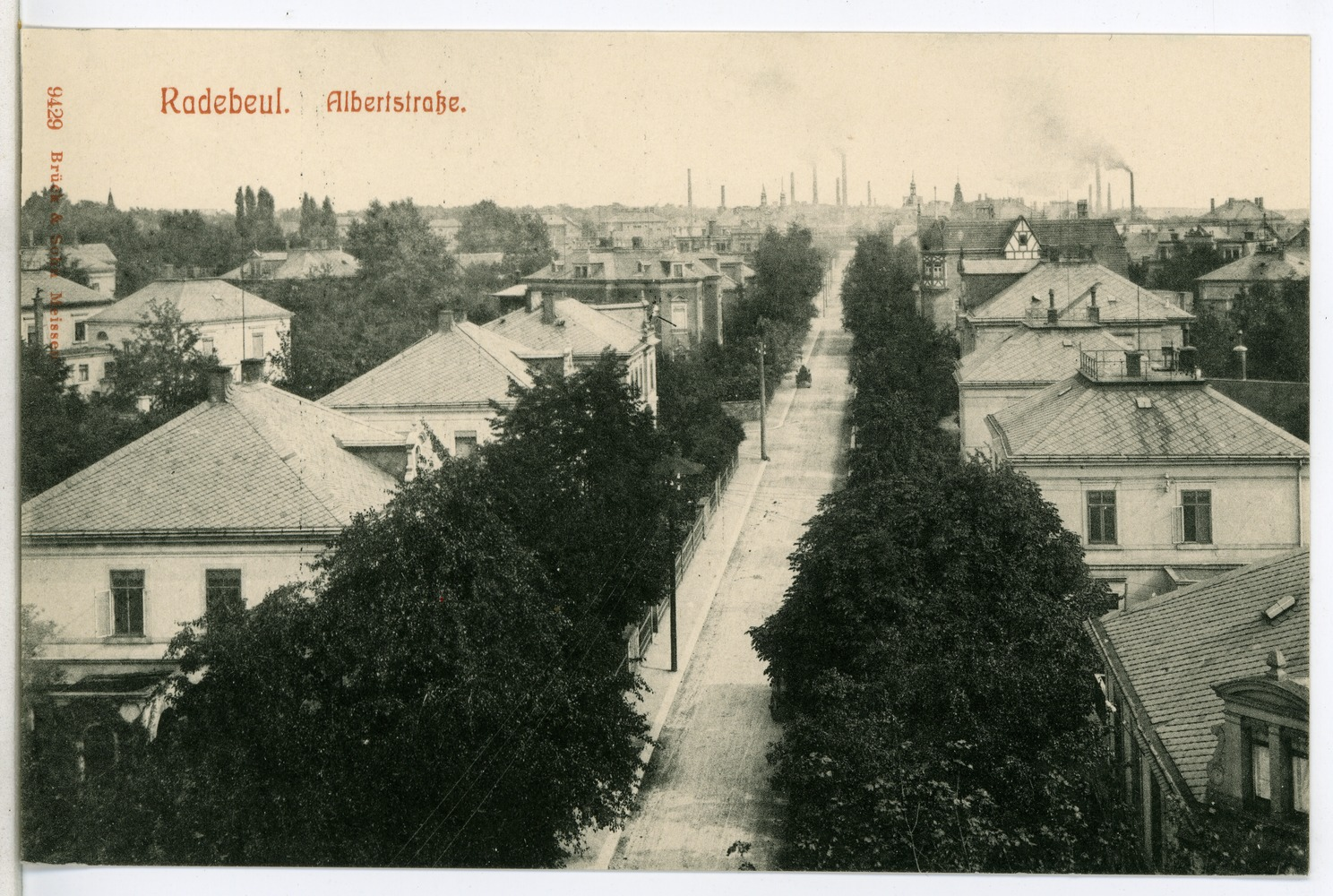
Blick von Westen auf das Industriegebiet (1908)

Bereits 1875 siedelte sich das künftig im Radebeuler Osten wohl bedeutendste Unternehmen an, die aus Dresden stammende Chemische Fabrik Dr. F. von Heyden, die weltweit erste Arzneimittelfabrik, die in industriellem Maßstab die Produktion eines Arzneimittelstoffes durchführte.
Im Jahr 1876 ging die Bahngesellschaft in den Königlich Sächsischen Staatseisenbahnen auf. Direkt auf dem Bahngelände zwischen den Industrieflächen siedelten sich die Werkstätten der sächsischen Staatseisenbahn an.

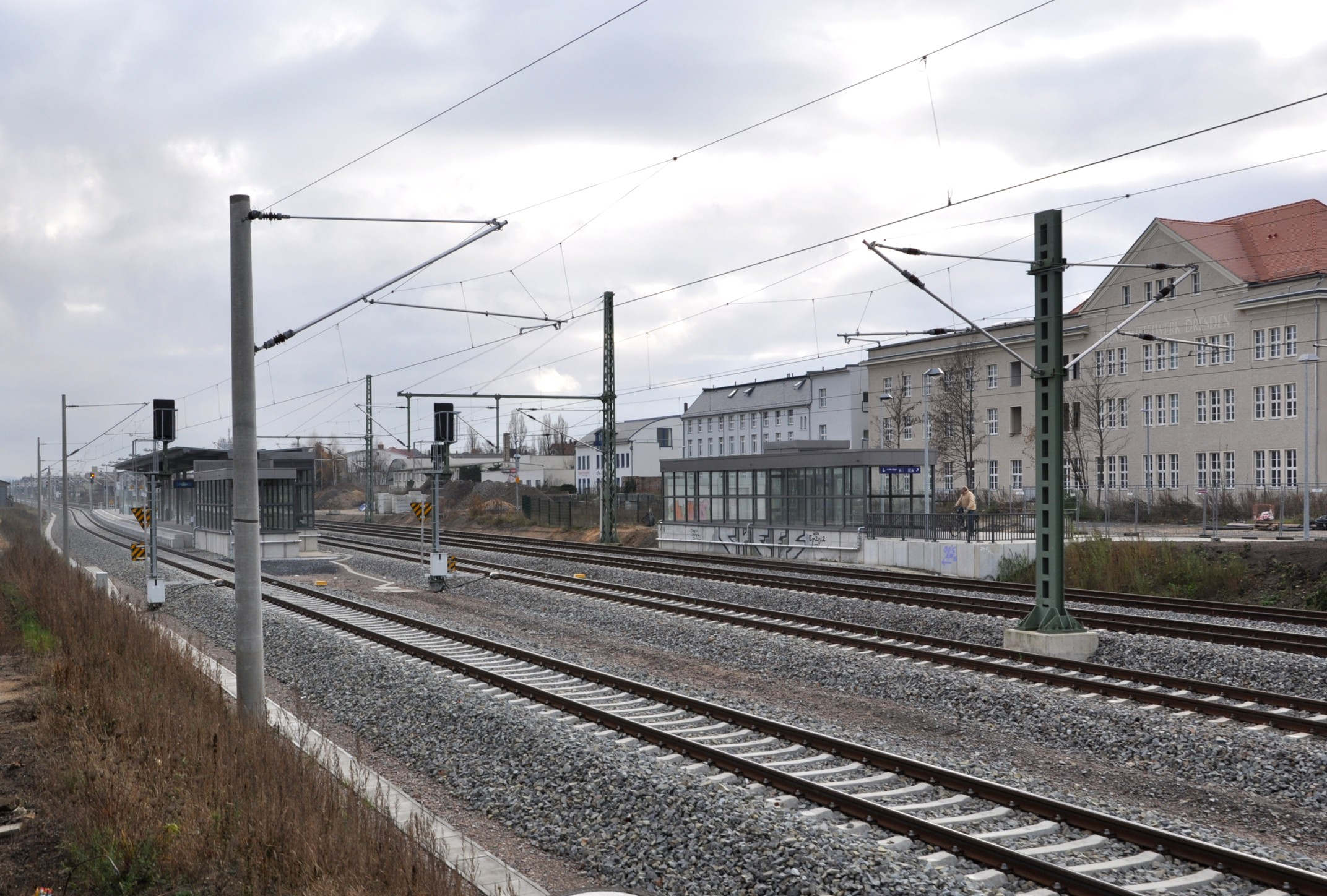
Blick (2013) vom Bahnhof auf die Rückseite der Gartenstraße

Heute ist das Gewerbegebiet Radebeul-Ost als eines von mehreren ausgewiesenen örtlichen Gewerbegebieten im Flächennutzungsplan von Radebeul festgelegt.

## Kulturdenkmale
- Meißner Straße: 17, 21, 23, 29, 30, 31, 35, 37, 47

- Forststraße: Fabrikationsgebäude, 3[1], 13, 22, 22a-d
- Gartenstraße: 10, 12, 14, 22, 23, 24, 25, 29, 34, 45, 46, 48, 51, 53/55, 57/59, 58, 61, 77